# Alice Hirose
Alice Hirose (広瀬 アリス Hirose Arisu?,  Shimizu-ku, Shizuoka, 11 de diciembre de 1994) es una actriz, modelo y tarento japonesa, afiliada a la agencia Foster. Su hermana menor, Suzu, también es actriz y modelo. Anteriormente era conocida bajo el nombre artístico de Akira Hirose (広瀬 晶 Hirose Akira?).

## Filmografía

### Televisión
- Geki Koi: Unmei no Love Story (NHK, 2010), Kaho Hisanaga
- Asu no Hikari o Tsukame (Tōkai TV, 2010), Haruka Sawaguchi
- Taisetsu na Koto wa Subete Kimi ga Oshiete Kureta (Fuji TV, 2011), Ryōko Kagawa
- Shin Anata no Shiranai Sekai (NTV, 2011)
- Hōkago wa Mystery to Tomo ni (TBS, 2012), Naoko Takabayashi
- Answer: Keishichō Kenshō Sōsakan Episode 3 (TV Asahi, 2012), Rio Yamane
- Kuro no Onna Kyōshi (TBS, 2012), Eika Saeki
- Aibō (TV Asahi, 2013), Ruriko Tachibana
- Mahoro Ekimae Bangaichi (TV Tokyo, 2013)
- 35-sai no Koukousei (NTV, 2013), Rina Hasegawa
- Jikenya Kagyō (Fuji TV, 2013), Kaori Kawashima
- Roosevelt Game (TBS, 2014), Misato Yamazaki
- Bokura wa Minna Shindeiru (TBS, 2014), Rin Akatsuki
- Honto ni Atta Kowai Hanashi 15-shūnen Special (Fuji TV, 2014)
- Tamagawa Kuyakusho of the Dead (TV Tokyo, 2014), Rin Tachibana
- Sachi to Mayu (NHK, 2015), Mayu
- Mōsō kanojo (Fuji TV, 2015), Haru
- Tsuribaka Nisshi (TV Tokyo, 2015), Michiko Kobayashi
- Warotenka (NHK, 2017–18), Ririko Hatano

### Películas
- Shinizokonai no Ao (2008)
- Renai Yakusoku (2008)
- Kamen Rider × Kamen Rider W & Decade: Movie War 2010 (2009)
- Subete wa Umi ni Naru (2010)
- Maria-sama ga Miteru (2010), Tsutako Takeshima
- Lost Harmony (2011), Sanae Miyata
- Soup: Umarekawari no Monogatari (2012), Hitomi Misaki
- Zekkyō Gakkyū (2013), Rio Takamizawa
- Silver Spoon (2014), Aki Mikage
- Flare (2014)
- Seiro no Umi Tantei Mitarai no Jikenbo (2016), Miyuki Ogawa
- Chihayafuru: Kami no Ku (2016), Chihaya's sister (cameo)
- Zen'in Kataomoi (2016), Nozomi
- L (2016), L
- Shinjuku Swan II (2017), Mayumi Ozawa
- Hyouka: Forbidden Secrets (2017), Eru Chitanda
- Miko-Girl (2018), Shiwasu
- Taberu Onna (2018)

### Doblaje
- Power Rangers (2017), Kimberly Hart/Pink Ranger (Naomi Scott)

### Revistas
- Seventeen, Shueisha, modelo exclusica desde 2009

### Photobook
- aBUTTON Vol.2 (27 de septiembre de 2011)
- Alice (16 de marzo de 2014)